# Arhitektura u 1909.
◄◄ | ◄ | 1906. | 1907. | 1908. | 1909.  | 1910. | 1911. | 1912. | ► | ►►
Arhitektura • Astronomija • Biologija • Film • Fotografija • Glazba • Kazalište • Kemija • Kiparstvo • Knjige • Književnost • Kršćanstvo • Meteorologija • Medicina • Planinarstvo • Politika • Pravo • Promet • Slikarstvo • Strip • Šport • Televizija • Znanost • Zrakoplovstvo • Željeznički promet
Arhitektura u 1909.

## Svijet

### Zgrade i druge građevine
- Rimokatolička katedrala sv. Nikole u Kijevu,dovršetak gradnje

### Rođenja
- 9. svibnja − Gordon Bunshaft, američki arhitekt († 1990.)

## Vanjske poveznice
|  | Zajednički poslužitelj ima još gradiva o temi Arhitektura u 1900-im |